# Reforma radicală
Reforma radicală reprezintă o reacție împotriva simbiozei dintre puterea ecleziastică și cea seculară prezentă în catolicism și păstrată de protestantism. Această aripă a Reformei a fost numită „radicală” fiindcă milita pentru o reformare completă, până la rădăcină, a Bisericii și a Statului [cuvântul radical provine din latinescul radius – rădăcină].

## Grupări
Mișcarea radicală era constituită din multe grupări distincte, între care existau vaste diferențe și puțină cooperare. Aceste grupări au fost considerate a fi parte din aceeași mișcare, din Reforma radicală, datorită unor elemente comune de doctrină sau practică. Ceea ce le separa era însă mult mai pertinent decât ceea ce le asemăna. Întregii Reforme radicale i-a fost dat, eronat și peiorativ, apelativul de Anabaptism de către polemiștii Catolici și Protestanți.
Cercetarea modernă a reușit o diferențiere a taberelor care compuneau împreună Reforma radicală. George H. Williams împarte radicalii în trei mari grupări distincte: Spiritualiști, Anabaptiști (re-botezători) și Raționaliști evanghelici.
Spiritualiștii au fost împărțiți la rândul lor în raționali (Sebastian Franck), evanghelici (Caspar Schwenckfeld) și revoluționari (Thomas Münzer, liderul războiului țărănimii din 1524-1525, Andreas Carlstadt).
Și între Anabaptiști - numiți de contemporanii din veacul xvi și Profeții de la Zwickau solicitând grația creștină a revelațiilor speciale, persecutați de Luther împreună cu țăranii războinici răsculați - se disting trei grupări distincte: Evanghelicii (cei mai proeminenți lideri ai lor fiind Conrad Grebel, Balthasar Hubmaier, Michael Sattler, Menno Simons, Pilgram Marbeck), Contemplativii (Hans Denck, Ludwig Hatzer, Adam Pastor) și Revoluționarii, faimoși pentru regatul apocaliptic de la Münster (liderii lor erau Melchior Hofmann, Jan de Mathijs și Jan Bockhold de Leyden). 
Raționaliștii evanghelici erau numiți și unitarieni, fiindcă respingeau doctrina Trinității. După mijlocul secolului XVI mulți unitarieni au adoptat teologia sociniană. Cei mai cunoscuți lideri ai lor erau Laelius și Faustus Socinus și Michael Servetus.

## Caracteristici
Două mari puncte comune îi apropiau pe radicali, între care, de altfel, exista o mare varietate de doctrine și practici și totodată puțină cooperare. Primul punct consta într-o aversiune față de implicarea autorităților seculare în probleme de religie. Al doilea punct consta în opoziția față de botezul pruncilor, pe care radicalii îl considerau ca nefiind nici necesar mântuirii, nici validat de Scripturi.
Dincolo de aceste puncte comune, diferențele dintre grupările taberei radicale erau ireconciliabile. Spiritualiștii insistau asupra iluminării interioare a Duhului Sfânt, care revela adevăruri noi. Aceste revelații le numeau „Cuvântul interior”. Ei respingeau întru totul botezul și Euharistia și credeau că în biserică oamenii erau legați doar de experiența comună pe care Duhul le-o dădea în iluminarea interioară. Au fost foarte răspândiți în Germania.
Aripa revoluționară a Spiritualiștilor, condusă de Thomas Munzer și Andreas Carlstadt a condus Războiul Țărănimii din 1524-25, în urma căruia peste 100.000 de țărani au fost uciși de armatele nobiliare, cu concursul liderilor catolici și protestanți ai Germaniei.
Anabaptiștii au reprezentat cea mai semnificativă parte a Reformei radicale. Au cunoscut un mare succes în toate zonele în care disidența medievală (Waldenzi, Picarzi, Husiți, etc.) a slăbit puterea papală. Erau larg răspândiți în Țările de Jos, Germania, Elveția, Austria și Moravia.
Respingeau asocierea Bisericii cu Statul, conceptul de Biserică Universală, botezul pruncilor, ocuparea slujbelor de magistrați, purtarea armelor și jurămintele. Credeau că Biserica este corpul credincioșilor separați de lume prin botezul primit voluntar pe baza mărturiei credinței personale. Credeau în suficiența Sfintelor Scripturi în tot ce ținea de credință și practică. Militau pentru libertate religioasă pentru toți oamenii. Erau cunoscuți ca oameni pașnici, muncitori și de o mare puritate morală. O aripă a lor, hutteriții, se opuneau deținerii de proprietate privată și practicau comunitarianismul. 
Anabaptiștii revoluționari, răspândiți în Germania și în Țările de Jos, au declanșat revolta de la Münster (1535-1536), anunțând instaurarea Împărăției lui Cristos pe pământ, ce urma să aibă capitala la Münster. După alungarea episcopului catolic și a opoziției, liderii revoltei au condus orașul spre o multitudine de excese. Orașul a căzut sub asediul armatelor episcopale și nobiliare, iar toți cei implicați au fost executați.
Anabaptiștii revoluționari nu aveau altceva în comun cu restul Anabaptiștilor decât practicarea botezului adulților, dar aceasta a fost suficient pentru catolici și protestanți să îi identifice pe toți Anabaptiștii cu acea minoritate fanatică. Această confuzie intenționată a adus numeroase valuri de persecuție asupra unor grupări inocente și inofensive.
La început Reformatorii au înclinat spre adoptarea poziției Anabaptiste cu privire la botez și suficiența Scripturilor, dar și-au schimbat poziția din teama de a nu pierde sprijinul populației și al autorităților seculare, fiind acuzați de aceștia de oprire la jumătatea drumului.
Raționaliștii evanghelici respingeau doctrina Trinității și sacramentele. Erau umaniști creștini și tindeau să respingă orice ținea de credință și nu putea fi confirmat de rațiune. Promovau libertatea religioasă, și acolo unde au putut exercita influență asupra autorităților, au făcut-o, obținând libertate religioasă pentru toți supușii teritoriului respectiv. Abia spre mijlocul secolului XVI au început să adopte botezul adulților, ca simbol al identificării cu Cristos. Au fost larg răspândiți în Polonia și Transilvania.

## Istoria generală a radicalilor
Radicalii au fost crunt persecutați în întreaga Europă, atât în teritoriile catolice, cât și în cele protestante. Multe mii au fost executați prin ardere pe rug, sabie sau înec. Spre sfârșitul secolului XVI, cei persecutați au găsit un refugiu în Țările de Jos, în Polonia și Transilvania, teritorii unde se decretase toleranță sau libertate religioasă pentru oricine.
Cele mai multe grupări au fost exterminate, deși unele au supraviețuit până astăzi. Dintre spiritualiști mai există astăzi Schwenckfeld-ienii. Moștenitorii Anabaptiștilor sunt Menoniții, Hutteriții, Amish-ii și Baptiștii. Biserica Unitariană a supraviețuit în Transilvania, în special printre secui.
Țarina Ecaterina a ii-a cea Mare a Rusiei (1729+1796) i-a primit pe anabaptiștii germani persecutați în Occident ca factor civilizator în cultura rusă, ultimul roman al lui Lew Tolstoy, Învierea fiind scris pentru sponsorizarea îmbarcării unei comunități anabaptiste persecutate și în Rusia Țaristă pentru destinația azilului religios canadian, un acest fel de german rus fiind prezentat în personajul Stolz din romanul Oblomov al lui Ivan Alexandrovici Goncearov. Dintre anabaptiștii germani ruși s-au botezat și ruși prin furatul botezării permise germanilor și interzise pravoslavnicilor în șirurile de botezuri, cei botezați continuând lucrarea botezului nou+testamental între ruși și minorități ori prizonieri de război până în Primul Război Mondial, care după întoarcerea acasă au început lucrarea evanghelică între ai lor, români de exemplu, v, militar prizonier Ciorogaru ăl Bătrân din sat Râu de Mori, primul „calvin” - baptist - român din Țara Hațegului, tatăl pastorului Ciorogar absolvent ITB, București, anii 1920,